# دیوی جونز (موسیقی‌دان)
دِیوی جونز (انگلیسی: Davy Jones؛ ۳۰ دسامبر ۱۹۴۵ – ۲۹ فوریهٔ ۲۰۱۲) خواننده، ترانه‌سرا و بازیگر اهل بریتانیا بود که بیشتر به‌عنوان یکی از اعضای گروه مانکیز شهرت دارد. وی بین سال‌های ۱۹۶۱ تا ۲۰۱۲ میلادی فعالیت می‌کرد.
وی بازیگر فیلم‌هایی همچون اسلج همر!، بن کیسی، مانکیز بوده است.